# Chrysometa rubromaculata
Chrysometa rubromaculata är en spindelart som först beskrevs av Eugen von Keyserling 1864.  Chrysometa rubromaculata ingår i släktet Chrysometa och familjen käkspindlar. Inga underarter finns listade i Catalogue of Life.